# Partito della Salvezza Nazionale
Il Partito della Salvezza Nazionale (in turco Millî Selâmet Partisi) è stato un partito politico turco d'ispirazione islamista fondato nel 1972 sulla base della precedente esperienza politica del disciolto Partito dell'Ordine Nazionale. Leader del partito fu Necmettin Erbakan, figura storica dell'islamismo politico turco.
Nel 1974, il partito formò una coalizione governativa prima con il Partito Popolare Repubblicano e successivamente con il Partito della Giustizia, per poi venire sciolto nel 1981, in seguito al colpo di Stato del 1980. I membri del partito fondarono successivamente, nel 1983, il Partito del Benessere.

## Storia
Il Partito della Salvezza Nazionale fu fondato l'11 ottobre 1972 da Süleyman Arif Emre e raccolse i membri del predecessore Partito dell'Ordine Nazionale, sciolto dalla Corte Costituzionale dopo il colpo di Stato del 1971. Necmettin Erbakan, allora in esilio in Svizzera, prese parte alla formazione del partito, ma fu in grado di entrarvi solo nel maggio 1973, prendendo le redini dell'organizzazione nell'ottobre dello stesso anno. Il partito presentò i suoi candidati per la prima volta in occasione delle elezioni parlamentari del 1973, conquistando, con l'11,8% dei voti, quarantotto seggi nella Grande Assemblea Nazionale Turca. 
Nel gennaio 1974, il partito formò una coalizione governativa con il Partito Popolare Repubblicano. Erbakan divenne Vice primo ministro di Bülent Ecevit. Il principale risultato ottenuto della coalizione fu un progetto di riforma agraria, la cui attuazione fu però lenta e infine annullata dalla Corte Costituzionale nel 1977. Il partito, nell'ambito della politica estera, si impegnò nell'approfondire le relazioni con gli altri paesi musulmani, mantenendo un accentuato impegno anticomunista. Nel luglio del 1974, il governo procedette all'invasione di Cipro. I dissidi tra il Partito della Salvezza Nazionale e il Partito Popolare Repubblicano portarono Ecevit a dimettersi dalla carica di Primo ministro.
Verso la fine del 1974, il partito, insieme al Partito della Giustizia, al Partito del Movimento Nazionalista e al Partito Repubblicano della Fiducia, formarono un blocco di opposizione, chiamato Fronte Nazionale, che nel marzo 1975, formò un governo di coalizione sotto Süleyman Demirel. La coalizione governò per due anni, mantenendo la maggioranza parlamentare grazie al sostegno degli indipendenti.
Il partito venne sciolto il 16 ottobre 1981, in seguito al colpo di Stato del 1980 del generale Kenan Evren. Gli stretti confidenti di Erbakan diedero vita poi al Partito del Benessere, fondato nel 1983 da Ahmet Tekdal.

## Ideologia
Le radici del partito sono da identificarsi nelle idee del movimento e nel programma del Millî Görüş, originatosi negli ambienti della congregazione di İskenderpaşa, e nell'esperienza del precedente partito guidato da Necmettin Erbakan e poi bandito dalla Corte Costituzionale: il Partito dell'Ordine Nazionale, attivo tra il 1970 e il 1971. L'esperienza politica di Erbakan e la fondazione del Partito dell'Ordine Nazionale furono avviate con il benestare di Mehmet Zahit Koktu, una delle principali figure di riferimento della congregazione di İskenderpaşa.
Il Partito della Salvezza Nazionale ricevette il supporto della classe media conservatrice, della vasta componente rurale anatolica, dei piccoli imprenditori e degli artigiani provinciali. Il partito trovò poi l'appoggio di buona parte delle confraternite islamiche appartenenti alla tradizione naqshbandi e a quella nurcu, anche se le ultime tolsero poi il loro supporto.
L'asse portante della politica del Partito della Salvezza Nazionale fu il ripristino della Shari'a in Turchia, unita ad una forte condanna del tradizionale laicismo kemalista dello Stato turco. Il partito condannò l'isolamento socio-economico vissuto dalle popolazioni anatoliche, individuando come responsabile la tradizionale élite kemalista e le grandi corporazioni con base a Istanbul. Il programma del partito individuava come obiettivo un forte intervento dello Stato in economia, che coniugasse la modernità con la morale islamica (ahlak ve fazilet, "morale e virtù") e garantisse un solido Stato sociale.
Il Partito della Salvezza Nazionale, nella sua fase governativa, sostenne l'elezione diretta del Presidente della Repubblica e il rafforzamento dell'autorità esecutiva. Si oppose infine alla politica economica liberista favorita dal Partito della Giustizia, pur riconoscendo il diritto alla proprietà privata e della libertà d'impresa, in linea coi principi islamici.

## Risultati elettorali
| Elezione          | Voti      | %     | Seggi    |
| ----------------- | --------- | ----- | -------- |
| Parlamentari 1973 | 1.265.771 | 11,8% | 48 / 450 |
| Parlamentari 1977 | 1.269.918 | 8,57% | 24 / 450 |

| Elezione    | Voti    | %     | Municipalità |
| ----------- | ------- | ----- | ------------ |
| Locali 1973 | 620.140 | 6,20% | 32 / 1 640   |
| Locali 1977 | 854.436 | 6,91% | 48 / 1 730   |